# Halhalli, Aurad
Halhalli là một làng thuộc tehsil Aurad, huyện Bidar, bang Karnataka, Ấn Độ.